# Sandefjord
Sandefjord est une municipalité du comté de Vestfold en Norvège qui fut longtemps une station baleinière très importante. La ville abrite le siège de la compagnie maritime Nordic American Tankers.

## Histoire militaire
- Batterie de Sundås

## Aire protégée
- Réserve naturelle d'Akersvannet

## Personnalité
- Klarius Mikkelsen (1887-1941), explorateur, y est né et mort.

## Jumelages
| Ville | Ville   | Pays | Pays  |
| ----- | ------- | ---- | ----- |
|       | Varberg |      | Suède |